# 이에반 폴카
〈이에반 폴카〉(핀란드어: Ievan Polkka 또는 Ievan Polokka 이에반 폴로카[*], ‘이에바의 폴카’)는 1930년 Eino Kettunen가 작사한 핀란드 노랫말에 1995년 핀란드의 4인조 그룹 "Loituma"가 노래한 곡이 세계적으로 알려져있다. 그 이후로 이 곡은 그룹의 이름 그대로 "로이투마"라고 불리기도 한다

## 내용
이 노래는 핀란드 중남부에서 쓰는 핀란드어 방언인 사보 방언으로 되어 있다.
가사는 한 남자의 관점으로 되어 있다. 이에바(Ieva, 사보 방언으로는 Eva)가 사람들이 폴카를 추고 있는 남의 집에 숨어들어가서 잘생긴 남자를 만난다. 남자가 그녀를 집으로 바래다주는데, 그녀의 어머니가 그녀에게 화를 낸다. 남자는 어머니에게 조용히 하라고 말하며 어찌되었든 남자는 이에바와 맺어질 것이라고 한다.
노래 중간에는 의미없는 가사가 들어가는데, 이 부분은 로이투마가 처음으로 넣은 것이다. 이는 부를 때마다 달라지는 것으로 재즈의 스캣과 비슷하다.

## 연주자
- 마티 유르바(Matti Jurva, 1937)
- 요르마 이캐발코(Jorma Ikävalko, 1950)
- 아르투 순탈라(Arttu Suuntala, 1966)
- 파울리 래새넨(Pauli Räsänen, 1972)
- 로이투마(Loituma, 1995)
- 쿱레티뤼흐매(Kuplettiryhmä, 1998)

## 플래시 만화
이에반 폴카가 들어간 보컬로이드 플래시, 이른바 파돌리기송이 2007년 9월 4일에 등장해서 인터넷 사이에서 유행했다.
로이투마가 부른 노래의 중간 부분과 블리치의 등장인물 이노우에 오리히메가 파를 돌리는 4개 프레임이 무한정 돌아간다. 들어간 부분은 가사의 의미가 없는 부분으로, 본래 노래에는 없다.

## 기타
이에반 폴카를 레반 폴카(Levan Polkka)로 잘못 표기하는 경우도 간혹 있다. 이는 대문자 I와 L의 소문자(l)의 자형이 서로 비슷하여 와전된 것이다.
최근에는 보컬로이드2 하츠네 미쿠(初音ミク)의 마스코트가 "파"가 된 이유가 하츠네 미쿠가 파돌리기송(이에반 폴카의 별명)을 부른 영상이 유튜브, 니코니코 동화 등에 퍼지게 돼서 자연스럽게 마스코트가 "파"로 되었다.

## 같이 보기
- 새키얘르벤 폴카